# Campylorhamphus multostriatus
El picoguadaña del Xingú (Campylorhamphus multostriatus) es una especie de ave paseriforme de la familia Furnariidae, subfamilia Dendrocolaptinae, perteneciente al género Campylorhamphus. Es endémico del este de la cuenca del Amazonas brasileña.

## Distribución y hábitat
Se distribuye en el este de la  Amazonia, en Brasil, al sur del río Amazonas, desde el río Xingú al este hasta el río Tocantins, al sur hasta el noreste de Mato Grosso.
Esta especie es considerada poco común y local en su hábitat natural: los estratos medio y bajo de las selvas húmedas amazónicas de terra firme, solo ocasionalmente entrando en bosques estacionalmente inundables. Está asociada con bambuzales o con bosques riscos en enmarañados de enredaderas. Generalmente permanece en el interior de la selva o en densos enmarañados de bambú, pero algunas veces sale a los bordes. En tierras bajas, principalmente por debajo de los 500 metros de altitud.

## Estado de conservación
El picoguadaña del Xingú ha sido calificado como casi amenazado por la Unión Internacional para la Conservación de la Naturaleza (IUCN) debido a que su población, estimada entre 13 000 y 41 000 individuos maduros, se presume estar en rápida decadencia como resultado de la continua fragmentación, degradación y pérdida de su hábitat.

## Sistemática

### Descripción original
La especie C. multostriatus fue descrita por primera vez por la ornitóloga germano – brasileña Maria Emilie Snethlage en 1907 bajo el nombre científico Xiphorhynchus multostriatus; su localidad tipo es: «Arumatheua, Río Tocantins, Brasil».

### Etimología
El nombre genérico masculino «Campylorhamphus» se compone de las palabras del griego «καμπυλος kampulos» que significa ‘curvado’, y «ῥαμφος rhamphos» que significa ‘pico’; y el nombre de la especie «multostriatus», se compone de las palabras del latín «multus» que significa ‘mucho’, y «striatus» que significa ‘estriado’.

### Taxonomía
Un estudio genético molecular de Aleixo et al. (2013), propuso la elevación al rango de especies de todas las subespecies del complejo Campylorhamphus procurvoides: C. procurvoides sanus, C. procurvoides probatus, C. procurvoides multostriatus y las recientemente descritas Campylorhamphus gyldensyolpei y Campylorhamphus cardosoi. Sin embargo, en la Propuesta N° 623 al Comité de Clasificación de Sudamérica (SACC) se rechazó esta proposición, a pesar de reconocer que C. procurvoides se podría separar en tres grupos: el «grupo procurvoides», el «grupo probatus» y el presente «grupo multostriatus», por lo que se decidió esperar por una nueva proposición.
Las clasificaciones Aves del Mundo (HBW) y Birdlife International, y más recientemente el Congreso Ornitológico Internacional (IOC), y Clements checklist/eBird ya reconocen a la presente especie y a C. probatus (el picoguadaña del Tapajós) como especies separadas, con base en notables diferencias de vocalización y también diferencias de plumaje.
El Comité Brasileño de Registros Ornitológicos (CBRO) reconoce todos los seis taxones del complejo como especies plenas: los picoguadañas de Rondônia (C. probatus), del Napo (C. sanus), del Xingú (C. multostriatus) y las recientemente descritas C. cardosoi y C. gyldestolpei, aparte de la nominal.
Las principales características apuntadas por HBW para justificar la separación, tanto de C. procurvoides como de C. probatus, son: la cabeza negruzca y el dorso más oscuro hasta la cola; la garganta blanca casi sin marcas; el estriado más ancho por arriba y por abajo; el pico más oscuro; y el canto, una serie de cerca de 7 a 10 notas, con pequeña variación en la duración y el tono de las notas, mientras procurvoides muestra un promedio de duración y tono mayores en la primera y última notas, y probatus muestra un promedio de duración mayor en la primera y última notas y un ritmo mucho más rápido. Es monotípica.